# Негочь
Негочь — река в России, протекает по Кувшиновскому району Тверской области. Устье реки находится в 133 км по левому берегу реки Осуга в городе Кувшиново. Длина реки составляет 20 км.

## Данные водного реестра
По данным государственного водного реестра России относится к Верхневолжскому бассейновому округу, водохозяйственный участок реки — Тверца от истока (Вышневолоцкий гидроузел) до города Тверь, речной подбассейн реки — Волга до Рыбинского водохранилища. Речной бассейн реки — (Верхняя) Волга до Куйбышевского водохранилища (без бассейна Оки).
Код объекта в государственном водном реестре — 08010100512110000002147.